# Sala kommun
59°55′N 16°36′Ø / 59.917°N 16.600°Ø
Sala kommune ligger i landskaperne Västmanland og Uppland i länet Västmanlands län i Sverige. Kommunens administrationscenter ligger i byen Sala.

## Byer
Sala kommune har syv byer.
Indbyggere pr. 31. december 2005.
| #  | By            | Indbyggere |
| -- | ------------- | ---------- |
| 1. | Sala          | 12.059     |
| 2. | Ransta        | 879        |
| 3. | Västerfärnebo | 472        |
| 4. | Möklinta      | 377        |
| 5. | Sätra brunn   | 325        |
| 6. | Salbohed      | 262        |
| 7. | Kumla kyrkby  | 210        |

## Eksterne kilder og henvisninger
- ”Kommunarealer den 1. januar 2012” (Excel). Statistiska centralbyrån.
- ”Folkmängd i riket, län och kommuner 30 juni 2012”. Statistiska centralbyrån.

- Wikimedia Commons har flere filer relateret til Sala kommun